# Rocca Calascio
Rocca Calascio (en español "Roca de Calascio") es una fortaleza que se encuentra cerca de la ciudad italiana de Calascio (en la Provincia de L'Aquila, región Abruzos).

## Historia
Situado a una altitud de 1.460 metros, la fortaleza es la más alta de fortificación de los Apeninos. Se encuentra ubicado en el Parque nacional del Gran Sasso y Montes de la Laga, al borde de Campo Imperatore.
El castillo nunca fue objeto de lucha, pero fue dañado por un terremoto en noviembre de 1703.
En 1985 fue la localización para la película Ladyhawke.
La progresiva despoblación de Calascio que se inició a finales del siglo XIX ha provocado que de 1900 habitantes existentes en el año 1860 se pasase a 299 en 1892.

## Características
La fortaleza fue construida en piedra y tiene un propósito puramente militar para dar cobijo a las tropas.
Su construcción se inició en el siglo X, con una simple torre de observación. En el siglo XIII se añadieron las murallas con cuatro torres cilíndricas alrededor del edificio original.
En las inmediaciones del castillo se halla la Iglesia de Santa Maria della Pietà, construida por los pastores de la zona en el año 1400